# Софи Марсо
Софѝ Марсо̀ (на френски: Sophie Marceau, родена като Софѝ Мопю̀ (Sophie Maupu)) е френска актриса, кинорежисьор и певица. Тя е първата носителка на наградата „Сезар“ за „Най-обещаваща актриса“. Наградена е с Орден за изкуство и литература, офицерска степен през 2003 г.

## Биография и кариера
Софи е родена на 17 ноември 1966 г. в Париж. Баща ѝ е бил шофьор, а майка ѝ – продавачка.
През 1980 г. 13-годишната Софи участва във филма „Купонът“, препоръчана от агенцията за юноши-модели, в която участва. Филмът има грандиозен успех, и скоро е снето негово продължение – „Купонът 2“ (1982), за което Софи получава премията „Сезар“ в номинацията „Най-добър дебют и най-многообещаваща актриса“.
На 16 години тя вече играе заедно с Жерар Депардьо и Катрин Деньов.
През 1982 г. Марсо сключва договор с най-голямата кинокомпания на Франция, „Gaumont“, но скоро разваля договора. Компанията иска неустойка от милион френски франка, които актрисата изплаща с почти всичките си спестявания. Помага ѝ полският режисьор Анджей Жулавски, с когото се е запознала неотдавна. Скоро двамата заминават за Полша.
През 1984 г. Марсо играе в „Луда любов“, първият ѝ филм под режисурата на Жулавски. Следват още два филма, с които тя става една от най-популярните и уважавани актриси в своята страна. Първата англоезична роля на Софи е във филма на Мел Гибсън „Смело сърце“.
През 1985 г. Софи записва своя първи пълен музикален албум – Certitude.
В новите си филми Марсо постепенно се избавя от имиджа на тийнейджър, споделяйки славата с най-знаменити звезди: Филип Ноаре, Жерар Депардьо, Катрин Деньов, Жан-Пол Белмондо.
На театралната сцена Софи дебютира през 1991 г. в „Евридика“ на Жан Ануи. През пролетта на 1995 г. Марсо режисира своя първи късометражен филм – „Разсъмване наопаки“, с продължителност 8 минути. След седем години актрисата снима още един филм по собствен сценарий, но вече пълнометражен – филмът „Говори ми за любов“.
През 1995 г. Софи се снима във филма на Антониони „Отвъд облаците“ заедно с Джон Малкович. През 1997 г. тя играе Ана Каренина в едноименната екранизация на романа на Лев Толстой.
Софи Марсо се снима и в рекламни клипове. Тя се появява на повече от 300 корици на списания по целия свят включително Вог, Ел, Мадам Фигаро, Пари Мач, L'Officiel, Lui, Tatler, Glamour, Premiere и Marie Claire. Избрана е за „лице на фирмата“ на множество луксозни марки като козметичните компании „Guerlain“ и „Диор“, по-късно – на бижутерийната „Chaumet“ и автомобилната „Ситроен“.
През 2015 г. Софи Марсо взема участие на кинофестивала в Кан като на член на журито на основния конкурс. 
През март 2016 г. тя официално разкрива, че е отказала Ордена на Почетния легион – най-високият френски орден за заслуги. 

### Личен живот
През 1982 г. Софи започва роман с полския режисьор Анджей Жулавски, който е с 26 години по-възрастен от нея. Скоро сключват брак, на 24 юли 1995 г. им се ражда син, Венсан. През 1996 г. Марсо публикува полуавтобиографичния роман „Лъжкиня“ (Menteuse), в който признава: „Започнах твърде рано полов живот, което ме направи истерична и ранима, така че всички мои романи, като правило, завършваха печално. Само Анджей можа да ми даде спокойствие и щастие, да ми подари най-добри роли в киното и чудото на майчинството.“
През 2001 г., след 17-годишна връзка, Софи се развежда с Жулавски заради американския продуцент Джим Лемли. През 2002 г. Софи ражда от него дъщеря, Жулиета.
От 2007 г. актрисата живее съвместно с актьора Кристоф Ламбер, а от 2012 г. са в брак . През 2014 г. двойката оповестява своята „приятелска раздяла“.
От 2014 до 2016 г. неин придружител е собственикът на ресторант и главен готвач Сирил Линяк, с когото е във връзка около 10 месеца през 2016 г. 
Софи Марсо е обучен класически виолончелист, както се вижда във филма „Изгубени и намерени“ от 1999 г. Тя е двуезична (френски и английски). 
Днес, наред с киното, Марсо играе в театъра, рисува портрети на любимите си писатели, сред които Лев Толстой и Франц Кафка, а също и натюрморти и акварели. Софи редовно посещава кинофестивала в Кан. Тя е отличен плувец (тренирала е с шампионите на Франция), обича Йохан Себастиан Бах и Густав Малер. Марсо сътрудничи на организации за опазване на околната среда.

## Филмография

### Актриса
| година | Филм                                   | Оригинално заглавие                      | Роля                 | Режисьор          |
| ------ | -------------------------------------- | ---------------------------------------- | -------------------- | ----------------- |
| 1980   | Купонът                                | La Boum                                  | Вик Беретон          | Клод Пиното       |
| 1982   | Купонът 2                              | La Boum 2                                | Вик Беретон          | Клод Пиното       |
| 1984   | Щастливият Великден                    | Joyeuses Paques                          | Жули                 | Жорж Лотнер       |
| 1984   | Форт Саган                             | Fort Saganne                             | Маделен дьо Сен-илет |                   |
| 1985   | Полиция                                | Police                                   | Нория                |                   |
| 1985   | Луда любов                             | L'amour braque                           | Мари                 |                   |
| 1986   | Надолу към ада                         | Descente aux enfers                      | Лола Колбер          |                   |
| 1988   | Студентката                            | L'Étudiante                              | Валентина Езкуера    | Клод Пиното       |
| 1988   | Шуаните                                | Chouans                                  | Селин                |                   |
| 1989   | Моите нощи са по-красиви от вашите дни | Mes nuits sont plus belles que vos jours | Бланш                |                   |
| 1990   | Тихоокеанска градинка                  | Pacific Palisades                        | Бернадет             |                   |
| 1991   | За Саша                                | Pour Sacha                               | Лора                 |                   |
| 1993   | Фанфан                                 | Fanfan & Alexandre                       | Фанфан               | Александър Жарден |
| 1994   | Дъщерята на Д'Артанян                  | La fille de d'Artagnan                   | Елоиз Д'Артанян      |                   |
| 1995   | Отвъд облаците                         | Al di là delle nuvole                    | Момичето в Портофино |                   |
| 1995   | Смело сърце                            | Braveheart                               | Изабела Френска      | Мел Гибсън        |
| 1997   | Маркизата                              | Marquise                                 | Маркиза дьо Парк     |                   |
| 1997   | Ана Каренина                           | Anna Karenina                            | Ана Каренина         |                   |
| 1999   | Само един свят не стига                | The World Is Not Enough                  | Електра Кинг         | Майкъл Ептед      |
| 1999   | Сън в лятна нощ                        | A Midsummer Night's Dream                | Хиполита             |                   |
| 1999   | Изгубени и намерени                    | Lost & Found                             | Лила Дюбоа           |                   |
| 2000   | Вярност                                | La fidélité                              | Клелия               |                   |
| 2001   | Белфегор: Фантомът на Лувъра           | Belphégor – Le fantôme du Louvre         | Лиса                 | Жан-Пол Саломе    |
| 2003   | Алекс и Ема                            | Alex & Emma                              | Полина Делакроа      |                   |
| 2004   | До довечера                            | À ce soir                                | Нели                 | Лор Дютийол       |
| 2005   | Антъни Цимер                           | Anthony Zimmer                           | Киара Манцони        | Жером Сал         |
| 2007   | Загубена в Довил                       | La Disparue de Deauville                 | Лучия/Виктория       | Софи Марсо        |
| 2008   | Жени в сянка                           | Les femmes de l'ombre                    | Луиз Десфонтен       |                   |
| 2009   | ЛОЛ                                    | LOL                                      | Ана                  | Лиза Азуeлос      |
| 2010   | Възрастта на разума                    | L'Âge de raison                          | Маргарет             | Ян Самуел         |
| 2014   | Eдна среща                             | Une rencontre                            | Илза Санторини       |                   |
| 2016   | Таулард                                | La Taularde                              | Матилда Лерой        | Удрей Еструго     |
| 2021   | Всичко мина добре                      | Tout s'est bien passé                    | Емануел Бернхайм     | Франсоа Озон      |
| 2022   | Жена на нашето време                   | Une femme de notre temp                  | Джулиан Вербеке      | Жан-Пол Сивейрак  |

### Режисьор
- 1995 – Разсъмване наопаки / L’aube a l’envers
- 2002 – Говори ми за любов / Parlez-moi d’amour
- 2007 – Загубена в Довил / La Disparue de Deauville
- 2018 – Г-жа Милс, толкова перфектна съседка / Mme Mills, une voisine si parfaite

## Участия в театъра
- 1991 – Евридика / Eurydice
- 1993 – Пигмалион / Pygmalion от Джордж Бърнард Шоу
- 2011 – Душевна история / Une histoire d'âme от Ингмар Бергман, режисирана от Бенедикт Аколас: 
Театър „Ронд-Пойнт“ (Шампс-Елисе), Театър „Селестин“ (Лион), Национален театър в Ница, Театър „Лориент“ (Национален драматичен център в Бретан), Театър „Тенис корт“ (Екс ан Прованс). Адаптиран към телевизионен филм под същото заглавие през 2015 г. [19]